# Liberty (Indiana)
Liberty is een plaats (town) in de Amerikaanse staat Indiana, en valt bestuurlijk gezien onder Union County.

## Demografie
Bij de volkstelling in 2000 werd het aantal inwoners vastgesteld op 2061.
In 2006 is het aantal inwoners door het United States Census Bureau geschat op 1955, een daling van 106 (-5,1%).

## Geografie
Volgens het United States Census Bureau beslaat de plaats een oppervlakte van
2,3 km², geheel bestaande uit land. Liberty ligt op ongeveer 300 m boven zeeniveau.

## Plaatsen in de nabije omgeving
De onderstaande figuur toont nabijgelegen plaatsen in een straal van 24 km rond Liberty.

## Geboren
- Ambrose Burnside (1824-1881), beroepsofficier en Noordelijke generaal tijdens de Amerikaanse Burgeroorlog, spoorwegmagnaat, industrieel, gouverneur van Rhode Island (1866-1869) en senator